# Idioma seri
El seri (autoglotónimo: Cmiique iitom) es una lengua indígena americana hablada por el pueblo seri (comcaac), que vive en la costa de Sonora, en el noroeste de México. La comunidad lingüística seri es reducida; no sobrepasaba los 800 individuos en el año 2000 (según el censo oficial), por lo que se trata de una lengua en riesgo (en 1950 había menos de 250 miembros del grupo).

## El nombre de la lengua
El nombre seri es un exónimo para el grupo étnico que se ha usado desde los primeros contactos con los españoles (a veces escrito de otra manera, como ceres). Gilg reportó en 1692 que era un término español, pero seguramente era el nombre dado por otro grupo de la zona al pueblo seri. Sin embargo, afirmaciones modernas de que es un nombre yaqui que significa 'hombres de la arena' o nombre ópata que significa 'los que corren rápido' carecen de fundamentos. 
El nombre propio para la lengua dentro de la comunidad es cmiique iitom, que contrasta con cocsar iitom ("español") y maricaana iitom ("inglés"). La expresión es una frase nominal que es literalmente 'con que una persona seri habla'. La palabra cmiique (fonéticamente [ˈkw̃ĩːkːɛ]) es el sustantivo singular para "persona seri". La palabra iitom es la nominalización oblicua del verbo intransitivo caaitom 'hablar', con el prefijo i- (poseedor de tercera persona) y el prefijo nulo para el nominalizador con esta clase de raíz. Otra expresión similar que se escucha de vez en cuando para la lengua es cmiique iimx, que es una construcción similar basada en el verbo transitivo quimx "decir, relatar" (raíz = amx). 
El nombre escogido por el comité para usarse en el título del diccionario era comcaac quih yaza, que es la versión plural de cmiique iitom. Era apropiado para un proyecto de ese tipo, aunque no es el término más comúnmente usado. Comcaac (fonéticamente [koŋˈkɑːk]) es la forma plural de cmiique y yaza es la nominalización correspondiente a la palabra iitom, ooza siendo la raíz plural, e y- (con cambio en la vocal que sigue) siendo el nominalizador; el prefijo para el poseedor de tercera persona se elide antes de la y. La palabra quih es un determinante singular (que combina con el sustantivo plural para designar la comunidad seri).

## Clasificación genética
El seri se ha incluido como miembro de la propuesta gran familia hipotética hokana, primero como parte del grupo yumano-cochimí, y luego como la única representante viva del hipotético grupo seri-saliniano. La relación entre el seri y el salinero de California fue propuesta hace más de setenta años, pero ha sido discutida recientemente. Incluso se ha puesto en duda la relación del seri con la supuesta familia hokana, también por falta de evidencia contundente. Según ello, el seri constituiría una lengua aislada. 
No obstante la interacción que los seris han tenido con hablantes de otras lenguas de la zona (lenguas yuto-nahuas como el yaqui y el o'odham, entre otras) y con el español, la lengua no muestra mucha influencia léxica de ese contacto.
La siguiente tabla muestra los sistemas pronominales de otras familias lingüísticas cercanas al Seri:
| GLOSA                | Pomo              | Seri                                                        | Proto- yumano | Chumash                  | Guaicura |
| -------------------- | ----------------- | ----------------------------------------------------------- | ------------- | ------------------------ | -------- |
| 1.ª persona singular | ha(ʔaˑ)           | /ʔɛ/ (indep.) /ʔ-/, /ʔp-/ (sujeto, tr., intr.) ʔi- (poses.) | *ʔənya        | noi                      | be       |
| 2.ª persona singular | ma                | /mɛ/ (indep.) /m-/ (sujeto) /mi-/ (poses.)                  | *ma-          | pii                      | li       |
| 3.ª persona singular | mip (m.) mit (f.) | (/tiiχ/, demostrativo) Ø (nulo, sujeto) /i-/ (poses.)       | *pa-          | kai (c.) qòlò (d.)       | tutan    |
| 1.ª persona plural   | wa                | (= 1 s, indep.) /ʔa-/ (sujeto) (= 1 s., poses.)             | *-ʔnya+PLU    | kiku                     | kate     |
| 2.ª persona plural   | mal               | (= 2 pl, indep.) /ma-/ (sujeto) (= 2 pl, poses.)            | *-ma+PLU      | piku                     | peti     |
| 3ª persona plural    | bek               | (/taaχ/, demostrativo) Ø (nulo, sujeto) /i-/ (poses.)       | ?             | kaiwum (c.) qòlòwum (d.) | tukava   |

Como puede verse de la anterior tabla, hay semejanzas entre los morfemas pronominales de algunas de estas lenguas, lo que ha impulsado la comparación de estas lenguas y las propuestas de relaciones genéticas entre ellas.
En cuanto a la semejanza del vocabulario las concordancias son pocas, el proyecto ASJP parece apuntar que la mayor coincidencia léxica se da con el idioma salinero, otra lengua aislada, para la que se ha conjeturado su pertenencia al grupo hokano.

## Fonología

### Vocales
El seri tiene cuatro vocales /ɑ, e, i, o/, todas ellas pueden ser alargadas /ɑː, eː, iː, oː/. El alargamiento vocálico solo tiene valor fonémico en las sílabas tónicas. Las vocales no redondeadas anteriores bajas /e, eː/ son semiabiertas según la clasificación fonética, y pueden realizadas aproximadamente como [/ɛ, ɛː/] o también [/æ, æː/]. Las vocales no redondeadas /i, e, a/ articuladas usualmente como [/i ɛ ɑ/], se realizan como los diptongos [iŭ ɛŏ ɑŏ] cuando son seguidas por las vocales redondeadas /kʷ xʷ χʷ/.
La siguiente tabla resume los fonemas vocálicos:
|             | Anterior | Posterior |
| ----------- | -------- | --------- |
| Cerrada     | i, iː    |           |
| Semicerrada |          | o, oː     |
| Semiabierta | ɛ, ɛː    |           |
| Abierta     |          | ɑ, ɑː     |

### Consonantes
El fonema /ɾ/ solo se presenta en préstamos lingüísticos. El fonema /l/ se presenta en préstamos lingüísticos y en algunas palabras nativas, en algunas de las cuales puede alternar con el fonema /ɬ/, dependiendo del hablante. Otras consonantes pueden encontrarse en préstamos recientes, como [ɡ] en hamiigo (del español amigo), o bien, [β] en hoova (del español uva).
La fricativa labial /ɸ/ puede tener un alófono de la labiodental [f] entre algunos hablantes, y la fricativa pos-alveolar /ʃ/ es susceptible convertirse en la retrofleja [ʂ].
En sílabas átonas, /m/ se asimila al punto de articulación de la siguiente consonante (que puede estar en la siguiente palabra), como en comcáac /komˈkaːk/ gente seri, que se pronuncia [koŋˈkaːk]. Cuando /m/ es precedida por /k/ o /kʷ/, se convierte en la aproximante nasalizada [w̃] y la siguiente vocal se nasaliza, como en cmiique /kmiːkɛ/ persona seri, que se pronuncia [ˈkw̃ĩːkːɛ] o [ˈkw̃ĩːkːi]. Algunos hablantes articulan la consonante /m/ al final de un enunciado (o frase fonológica) como [ŋ].
|             |          | Bilabial | Dental | Alveolar | Post- alveolar | Palatal | Velar    | Velar   | Uvular | Uvular | Glotal |
| Sencilla    | Labial.  | Bilabial | Dental | Alveolar | Post- alveolar | Palatal | Sencilla | Labial. |        |        | Glotal |
| ----------- | -------- | -------- | ------ | -------- | -------------- | ------- | -------- | ------- | ------ | ------ | ------ |
| Oclusiva    | Oclusiva | p        | t      |          |                |         | k        | kʷ      |        |        | ʔ      |
| Nasal       | Nasal    | m        | n      |          |                |         |          |         |        |        |        |
| Fricativa   | Central  | ɸ        |        | s        | ʃ              |         | x        | xʷ      | χ      | χʷ     |        |
| Fricativa   | Lateral  |          |        | ɬ        |                |         |          |         |        |        |        |
| Vibrante    | Vibrante |          |        | (ɾ)      |                |         |          |         |        |        |        |
| Aproximante | Central  |          |        |          |                | j       |          |         |        |        |        |
| Aproximante | Lateral  |          |        | (l)      |                |         |          |         |        |        |        |

### Estrategias fonológicas
Es común en el idioma seri la presencia de más de tres consonantes juntas en el principio o el final de una sílaba. Es similar al respecto al inglés, el cual permite combinaciones de tres consonantes como en spray (español: atomizador) y acts (español: actos). Sin embargo, este tipo de combinaciones en la lengua inglesa están más o menos restringidos. Por ejemplo, el inglés permite spr- pero no *ptk-, el cual aparece en vocablos seris como ptcamn "langosta marina". 
Los clusters de cuatro consonantes son menos comunes, por ejemplo, en /kʷsχt/ en cösxtamt ("habrá muchos..."); o bien, /mxkχ/ en ipoomjcx ("si él lo trae...").

### Acento
El acento parece caerse en la primera sílaba de la raíz, en tanto que los sufijos nunca se acentúan y los prefijos solo reciben el acento como resultado de su fusión fonológica con la raíz. Sin embargo, hay palabras que parecen ser excepcionales. Se trata principalmente de los sustantivos, así como de algunos verbos, cuyo acento puede encontrarse después de la primera sílaba de la raíz. Un análisis alternativo, propuesto recientemente, ubica el acento en la penúltima sílaba de la raíz, pero también sensible al peso de la sílaba. Una sílaba pesada (con dos vocales, o con consonantes en la coda después de excluir la última consonante de la raíz que se considera extrametrical) atrae el acento. Este análisis puede explicar la ubicación de la mayoría de los ejemplos, aunque sigue habiendo excepciones.

## Alfabeto
La ortografía práctica usada comúnmente para los textos seris usa las siguientes correspondencias entre grafemas y fonemas:
| El abecedario seri | El abecedario seri | El abecedario seri | El abecedario seri | El abecedario seri | El abecedario seri | El abecedario seri | El abecedario seri | El abecedario seri | El abecedario seri | El abecedario seri | El abecedario seri | El abecedario seri | El abecedario seri | El abecedario seri | El abecedario seri | El abecedario seri | El abecedario seri | El abecedario seri | El abecedario seri | El abecedario seri | El abecedario seri | El abecedario seri | El abecedario seri |
| ------------------ | ------------------ | ------------------ | ------------------ | ------------------ | ------------------ | ------------------ | ------------------ | ------------------ | ------------------ | ------------------ | ------------------ | ------------------ | ------------------ | ------------------ | ------------------ | ------------------ | ------------------ | ------------------ | ------------------ | ------------------ | ------------------ | ------------------ | ------------------ |
| A                  | C1                 | Cö                 | E                  | F                  | H                  | I                  | J                  | Jö                 | L                  | Ḻ                  | M                  | N                  | O                  | P                  | Qu2                | R                  | S                  | T                  | X                  | Xö                 | Y                  | Z                  |                    |
| a                  | c                  | cö                 | e                  | f                  | h                  | i                  | j                  | jö                 | l                  | ḻ                  | m                  | n                  | o                  | p                  | qu                 | r                  | s                  | t                  | x                  | xö                 | y                  | z                  |                    |
| Valores fonéticos  |                    |                    |                    |                    |                    |                    |                    |                    |                    |                    |                    |                    |                    |                    |                    |                    |                    |                    |                    |                    |                    |                    |                    |
| ɑ                  | k                  | kʷ                 | ɛ                  | ɸ                  | ʔ                  | i                  | x                  | xʷ                 | ɬ                  | l                  | m                  | n                  | o                  | p                  | k                  | ɾ                  | s                  | t                  | χ                  | χʷ                 | j                  | ʃ                  |                    |

1. Se pronuncia /k/ antes de /ɑ/ y /o/, ej.: caa, "moler"; coos, "hipocresía".
2. Se pronuncia /k/ antes de /ɛ/ e /i/, ej.: quee, "mergo copetón"; quis, "crudo".

Las vocales largas /ɑː/, /ɛː/, /iː/, /oː/, se escriben en el alfabeto práctico con doble vocal <aa>, <ee>, <ii> y <oo> respectivamente. Estas no son consideradas como letras independientes en el abecedario seri.